# Grbi Do
Grbi Do (en serbe cyrillique : Грби До) est un village de l'est du Monténégro, dans la municipalité de Podgorica.

## Démographie

### Évolution historique de la population[1]
| 1948 | 1953 | 1961 | 1971 | 1981 | 1991 | 2003 |
| ---- | ---- | ---- | ---- | ---- | ---- | ---- |
| 119  | 109  | 124  | 89   | 40   | 33   | 27   |